# Rode-ogeneffect

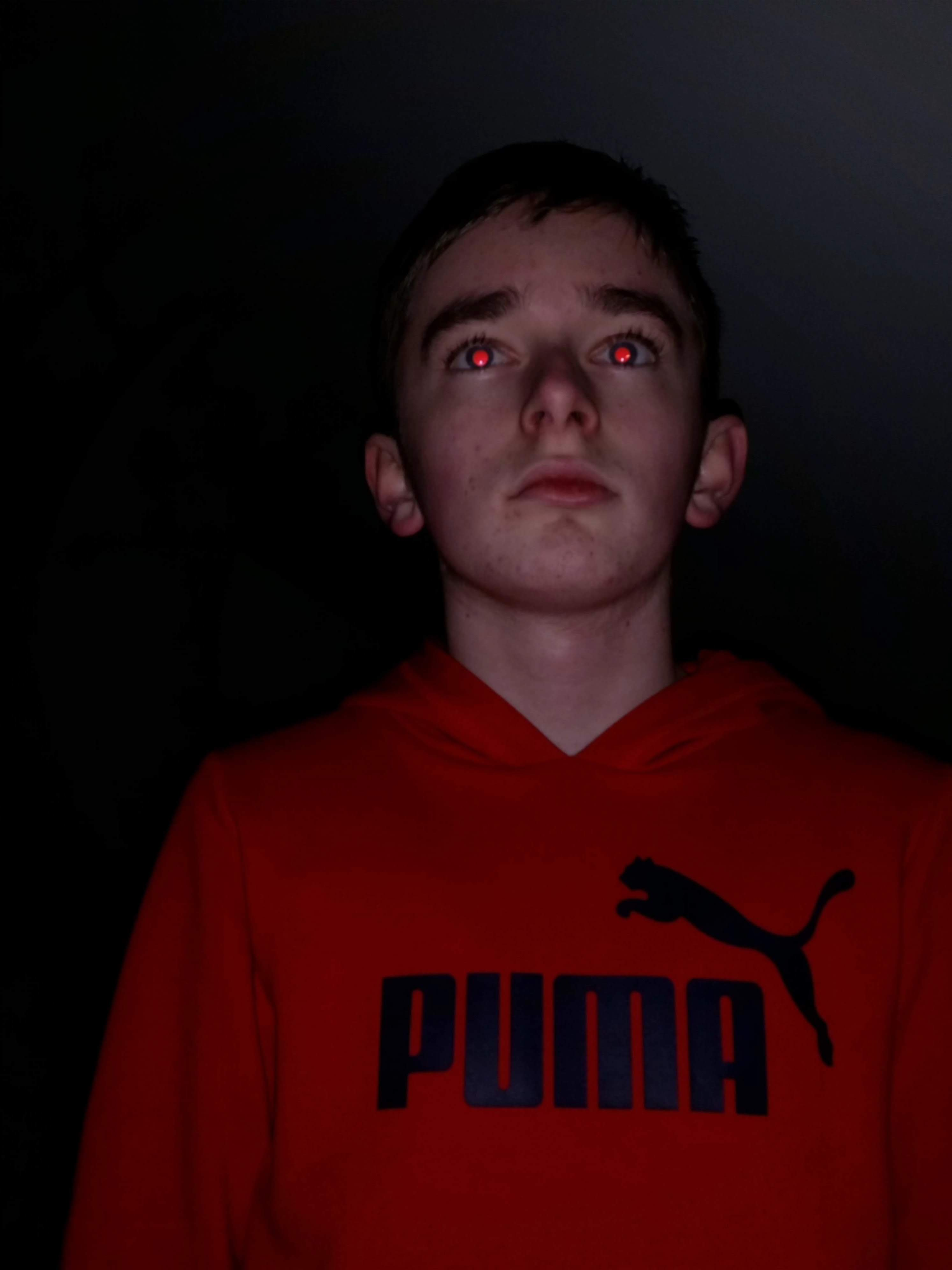
Bij mensen

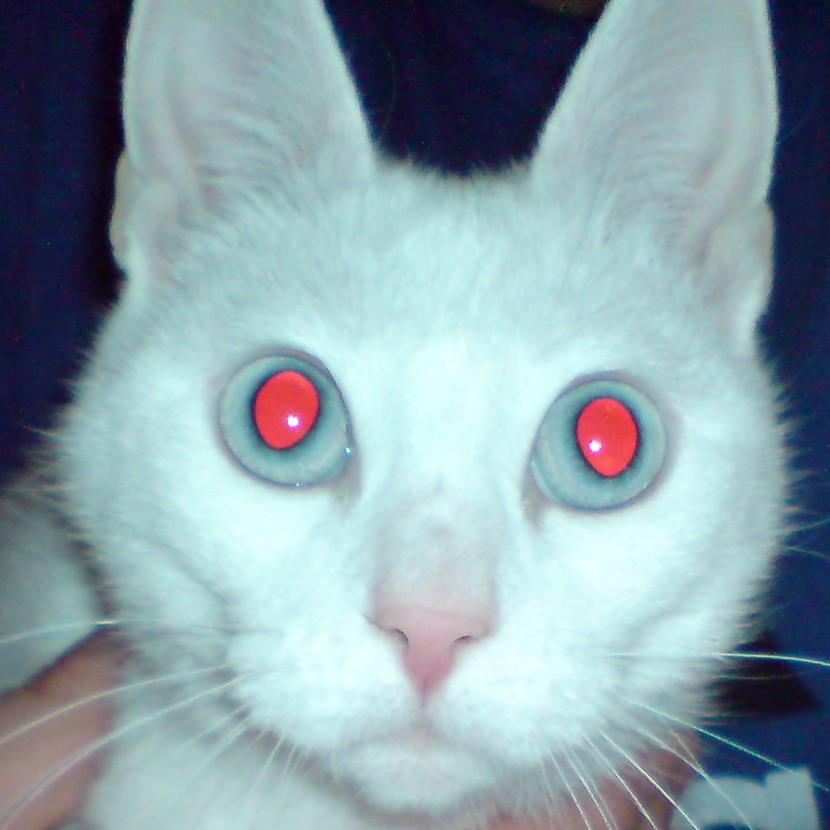
Vooral bij katten treedt het effect op (zie tapetum lucidum). Let ook op de rechtstreekse reflectie vanaf het hoornvlies, het "lichtje".

Het rode-ogeneffect kan optreden als een foto wordt gemaakt met behulp van een flitser. De ogen van mensen en katten kunnen dan rood oplichten. Bij honden geeft dit effect een witte reflectie. Dit effect wordt veroorzaakt door retroreflectie, de rode kleur komt door het bloed van het vaatvlies, dat achter het netvlies ligt.
De weg van het licht leidt door het oog achtereenvolgens door:
- het netvlies
- het pigmentepitheel
- het vaatvlies

om te eindigen op de harde oogrok. Onderweg wordt wel wat licht teruggekaatst, maar procentueel komt veruit het meeste licht uit de diepste lagen achter het netvlies. Voor het rode-ogeneffect is het niet noodzakelijk dat in de richting van de lens wordt gekeken.

## Effect verminderen of voorkomen
Er zijn een paar methoden om dit effect te verminderen of te voorkomen:
- Het gebruik van een flitser met voorflits, waardoor de pupillen wat vernauwen vóór de volle flits komt.
- Een flitser op enige afstand (minimaal een decimeter voor de meeste opnamesituaties) naast of boven de cameralens plaatsen. Dat kan via een flitser op de flitsschoen, los in de hand of op een flitsbeugel.
- Indirect flitsen (via plafond of muren). In dit geval valt vaak helemaal geen licht meer op de ogen en worden deze helemaal zwart en "doods". Om toch een "lichtje" in de ogen te krijgen (zie de foto van de kat) gebruiken veel fotografen een (min of meer doorschijnende) reflector op de flitser, die het licht daarvoor afbuigt.
- Veel beeldbewerkingsprogrammatuur beschikt over de functionaliteit om achteraf de rode ogen te corrigeren en te vervangen door zwart.

## Opmerking
M. G. J. Minnaert schrijft in de uitgave De natuurkunde van 't vrije veld dat de ogen van mensen de roodkleurige retro-reflectie niet vertonen. Deze incorrecte opvatting werd overgenomen in de Engelstalige herziene uitgave van Deel 1: Light and Color in the Outdoors, 1993.